# Federazione di rugby a 15 delle Filippine
Philippine Rugby Football Union è l'organismo di governo del rugby a 15 nelle Filippine.
Fondata nel 1998, è affiliata a World Rugby dal 2008.
Dal 2020 è diretta da Ada Milby, ex rugbista nazionale cresciuta negli Stati Uniti.